# Bilacunaria microcarpa
Bilacunaria microcarpa là một loài thực vật có hoa trong họ Hoa tán. Loài này được (M.Bieb.) Pimenov & V.N.Tikhom. mô tả khoa học đầu tiên năm 1983.